# 熙嬪陈氏
熙嫔陈氏（1690年—1737年），陈玉卿之女。康熙帝的庶妃，经雍正、乾隆两朝尊封为熙嫔。

## 生平
陈氏何年入宮不詳。在康熙六十一年前並未獲得正式冊封，僅為庶妃。康熙五十年（1711年）正月十一日，生皇二十一子慎恪郡王胤禧。
康熙六十一年（1722年），康熙帝逝世；十二月，新继位的雍正帝尊封一批先朝妃嫔，称“现在有曾生兄弟之母未经受封者，俱应封为贵人”，陈氏当是此时被尊封为皇考倩贵人。
陈氏被乾隆帝正式尊封為熙嬪前，宮中稱其為倩嬪。乾隆元年（1736年）六月初二日，總管內務府向高宗謹奏奏稱寧壽宮嬪四位的朝冠東珠之事，希望將花梨木匣內盛貯有眼東珠內選出呈覽；十二月，正式冊封为皇祖熙嫔。同年十二月二十五日，宁寿宫熙嫔病重，移至北海五龙亭后的一组宫殿建筑。乾隆二年（1737年）正月初二日，熙嫔逝世，享年四十七歲，丧葬禮儀依照康熙帝端嫔董氏之例办理。

## 冊文
柔嘉垂範，昭贊化於坤元；淑慎流芳，溯鐘祥於壼德。式稽成典，用煥新章。皇祖貴人陳氏，夙著令儀，茂宣懿則。椒塗翊治，克彰貞順之聲；紫禁凝徽，允被肅雝之教。衍總盟之善慶，訓本慈闈；膺景福於天庥，光貽彤管。聿加顯號，茂著芳規。謹以金冊尊為皇祖熙嬪。慶洽蘭宮，燦芝函而有耀；恩輝朱邸，娛萱景以方長。謹言。